# Jørn André Hugdal
Jørn André Hugdal (13 gennaio 1988) è un giocatore di calcio a 5, calciatore e allenatore di calcio norvegese, difensore del Tiller e difensore ed allenatore di calcio del Tillerbyen.

## Carriera

### Calcio

#### Giocatore

##### Club
Hugdal ha giocato con la maglia del Tynset dal 2007 al 2010. Nel 2011 è passato poi al Tiller, dov'è rimasto fino al 2013. A seguito della fusione con il Melhus, il Tiller è diventato noto come Rødde. Nel 2016, la squadra ha cambiato il proprio nome in Tillerbyen.

#### Allenatore
Il 25 novembre 2015, il Rødde ha comunicato che Hugdal sarebbe diventato il nuovo allenatore della squadra, a partire dal 1º gennaio 2016. Come detto, la società ha successivamente cambiato il proprio nome in Tillerbyen. Hugdal ha comunque continuato la sua carriera da calciatore, ricoprendo così il ruolo di allenatore-giocatore.

### Calcio a 5
Hugdal gioca per il Tiller. Nel 2012 ha fatto parte anche della Nazionale di calcio a 5 norvegese, esordendo in squadra il 5 dicembre 2012, nella vittoria per 8-3 contro la Danimarca.